# 藤本奈月 (モデル)
藤本 奈月（ふじもと なつき、1990年10月28日 - ）は、福岡県出身のモデル。身長171cm。血液型O型。現在はフリー。

## 人物
- 博多出身、子供の頃からモデルを目指して中学生頃から福岡を中心に活動。

## 主な出演

### 受賞
- 天神コア30th ANNIVERSARY「LOVE CORE AUDITION グランプリ」

### 広告
- 天神コア ポスター、CM（2006年）
- 『Dove』スチールALL媒体（2008年）

### ショー
- 天神コア（2006年）
- スパイガールズファッションショー（2007年）
- 神戸コレクション神戸公演（2008年3月8日）
- 東京コレクション Junya Tashiro 2008-A/W（2008年3月13日）
- 福岡 LOVE & COLLECTION（2008年9月27日）
- ViVi Divas Dream Festa（2008年10月31日）
- GUT'S DYNAMITE CABARETS
- ブライダルショー
  - Scena D'uno Collection
  - アヤナチュールコレクション
  - Bon Visage

### 雑誌
- non-no専属モデル（2005年3月-2005年9月）
- JJ
- ViVi
- MORE

### カタログ・その他
- 天神コアイメージモデル（2006年度）
- SWEAT&TAILORINGカタログ
- 千趣会
- ニッセン

### テレビ
- 東京上級デート（2013年2月13日、テレビ朝日）＃43　柳橋
- めざましテレビ 「イマドキ」（2013年4月1日 - 、フジテレビ） - イマドキガール
- 林先生が驚く初耳学! (2018年-、MBS)